# SDガンダムワールド ヒーローズ
『SDガンダムワールド ヒーローズ』（英: SD GUNDAM WORLD HEROES）は、2021年より展開を始めたSDガンダムシリーズ。2019年から海外を中心に展開されている「SDガンダムワールドシリーズ」の一作品であり、『SDガンダムワールド 三国創傑伝』を含めて様々なSDガンダムが登場する。

## 登場人物
（）はベースとなったMS。声の項はテレビアニメ版の声優。

### 主人公
悟空インパルスガンダム（インパルスガンダム）
声 - 金田アキ、松田修平（剛猿形態）
装備 - 紅蓮爪（ぐれんそう）（赤く燃え滾る巨大な爪）、如意棒（にょいぼう）（意のままに伸縮可能な悟空の専用武器）
変形形態 - 剛猿形態（ごうえんけいたい）（自我を無くし、破壊衝動を開放した姿。体は巨大になりながらも俊敏に動き、目に映る全ての物を壊すまでその暴走は止まらない）
本作品の中心となる少年。血液型はB型。ネオワールドに降り注いだ赤熱の隕石の落下地点より現れた。キャプテンシティだけでなくラクヨウでも暴走を繰り返すが、劉備の技を受けて我に帰る。失った記憶を取り戻すために劉備たちと旅に出る。感情表現に乏しいが好奇心旺盛で、少しでも興味を持った物に飛びつく行動を繰り返しては劉備と諸葛亮を困らせている。旅を続ける中で精神的に成長し、記憶を取り戻していった。怒りの感情が高まると理性の無い剛猿形態と化す。プラモデルでは悟空シルエットという戦闘形態も紹介されており、後にアニメでも登場している。諸葛亮に対しては一目見た時から何かを感じたようで彼に懐くようになる。劉備には当初、良い印象は抱いていなかったが、冒険を続ける内に友情が芽生えていく。長距離移動の際には筋斗雲を取り出しての浮遊移動が可能になっている。
その正体は三蔵が作った自身の星を戦火から守る為に造られた防衛型ヒューマノイドの一体だったが、彼の方針に不満を抱いていた窮奇に仲間の沙悟浄、猪八戒と一体化させられると同時に偽の記憶を植え付けられ地球に送り込まれてしまう。
悟空インパルスガンダム 悟空シルエット
内なる力に目覚めた悟空本来の戦闘形態。大きな武器は持っていないが、近接格闘能力はとても高い。拂々の化身を模したマスクが頭部に具現化しており、顔に装着すると絶大な力と引き換えに我を失う。
悟空インパルスガンダム 渾然猴王態
窮奇ストライクフリーダムガンダムに完全に操られた悟空が自身の力を開放した悟空シルエットの他に、沙悟浄と猪八戒を同時に顕現した最強形態だが悟空の意識は完全に消滅してしまう。
斉天大聖悟空インパルスガンダム-闘戦勝仏-
劉備によって渾然猴王態から解放された悟空が自らの意思で窮奇に戦いを挑む決意を固めた事によって進化した姿。窮奇を倒して漆黒の星を破壊すると同時に姿を消すが、戦いの数年後に幼少期の姿でキングダムワールドに降り立ち、劉備と再会した所で物語は締め括られた。
沙悟浄インパルスガンダム（悟空インパルスガンダム 沙悟浄シルエット）
声 - 金田アキ
必殺技 - 飛猿閃蹴(ひえんせんしゅう)
悟空の中に眠っていたもう一つの姿で、訛った口調（関西弁）で話す。圧倒的な素早い動きで敵を追い詰める戦い方を得意としている。
猪八戒インパルスガンダム（悟空インパルスガンダム 猪八戒シルエット）
声 - 金田アキ
必殺技 - 紅蓮轟爪鈀（ぐれんごうそうは）
沙悟浄と同様に悟空の中に眠っていた姿。気のいい性格で、九州訛りで話す。豪腕と怪力を活かした戦い方を得意としている。

### キングダムワールド
前作『SDガンダムワールド 三国創傑伝』の舞台となったワールド。
劉備ユニコーンガンダム / 龍賢劉備ユニコーンガンダム（ユニコーンガンダム）
声 - 梶原岳人
装備 - 龍弾破刃（りゅうだんはじん）、万賢龍盾（ばんけんりゅうじゅん）
必殺技 - 超絶龍破斬（ちょうぜつりゅうはざん）、蒼炎激龍破（そうえんげきりゅうは）、超絶至極 蒼炎激龍破（ちょうぜつしごく そうえんげきりゅうは）
『三国創傑伝』の主人公。血液型はO型。
キングダムワールドを救った英雄の1人で、ショク・エリアの自警団「ドラゴンズ・ウォッチ」のリーダー。星詠みで災いの到来を察知した諸葛亮と共に行動を開始し、悟空と出会う。三蔵からのメッセージを受けて、諸葛亮、悟空と共に世界の崩壊を阻止する為の旅に出る。前作最終話に引き続きハロとの共鳴で龍賢劉備ユニコーンガンダムへと変身することができるようになっている。悟空や諸葛亮と共に旅をすることになったが、他2人と違って通常の飛行手段をもたないため、前作に引き続きトリニティバイクを移動手段としている。ハロを求めてナイトワールドへの旅を続けていたが、ラクヨウからの通信を受けて急遽ネオワールドへ向かう事となる。ネオワールドではキャプテンシティでの探索を経てハロを入手し、再度訪れたナイトワールドではアーサーとの決闘の末にハロを譲り受ける。
龍尊劉備ユニコーンガンダム（ユニコーンガンダム ペルフェクティビリティ）
渾然猴王態となった悟空を救いたいという意思によって解放された形態。
諸葛亮フリーダムガンダム（フリーダムガンダム）
声 - 内山昂輝
ラクヨウの天才科学者。血液型はA型。三蔵のメッセージを聞く前に星詠みで世界に危機が迫っている事を知り、劉備達と旅に出る。冷静な性格だが、寄り道をしてまで手に入れようとするほどガン消しの収集意欲が強く、BB戦士にも目がない。前作エピローグから引き続いて羽のついたバックパックを装備しており、単独で飛行することが可能となっている。
武聖関羽νガンダム（νガンダム）
声 - 中川慶一
装備 - 青龍偃月刀・至極（せいりゅうえんげつとう・しごく）
必殺技 - 龍牙蒼月大演武（ろうがそうげつだいえんぶ）
鍛練を経て出世、強化した姿。旅立った劉備に代わって張飛とキングダムワールドの守りに就く。
炎皇張飛ゴッドガンダム（ゴッドガンダム）
声 - KENN
装備 - 皇炎甲（おうえんこう）
必殺技 - 爆熱炎皇拳（ばくねつえんおうけん）
関羽と同様に強化した姿。以前とは違い蛇矛ではなく燃える闘気を纏った拳で戦うようになった。
趙雲ダブルオーガンダムverネオワールド/トレジャーハンタースタイル（ダブルオーガンダム）
声 - 池田恭祐
装備 - 閃光、瞬光
必殺技 - ドラゴンクロウフラッシュNEO（verネオワールド）
ドラゴンズウォッチのメンバー。血液型はAB型。観光で訪れていたネオワールドに突如飛来した悟空と交戦する。サージェントから悟空がキングダムワールドに向かっていることを知らされ舞戻ってきた。なお、『三国創傑伝』時は黒髪だったが、ネオワールドのキャプテンシティの習慣に染まった影響か髪を金髪に染めサングラスをかけている。世界の危機と、それを防ぐ手段であるハロの一つがある事を知らされた後は再びネオワールドへと旅立ち、そこで再会したサージェントからアルセーヌがハロを持っている可能性がある事を教えられるが、連絡が途絶えて消息不明となってしまう。愛車の碧龍にはスピーカーやフロントとリアへの大型追加ユニットなどが登場している。
アルセーヌガンダムXに弟子入り後は茶色と金色の帽子を被ったトレジャーハンタースタイルとなり肩部の色も異なる。アルセーヌの魅力に惹かれて彼に弟子入りし師匠として慕っており、劉備達のことは彼らがキャプテンシティに来て道で見かけるまで忘れており、それまで目的を忘れていた。その後、警察と賞金稼ぎに包囲された劉備達をアルセーヌと共に救出した。ハロを手に入れた後もアルセーヌの元にいたが、彼がレジーナワールドに向かうと後を追うように出発した。
馬超ガンダムバルバトス（ガンダムバルバトス）
声 - 梶田大嗣
黄忠ガンダムデュナメス（ガンダムデュナメス）
声 - 古賀明
天覇曹操ウイングガンダム（ウイングガンダムゼロEW） / 曹操ウイングガンダム 倚聖の装（ウイングガンダムEW）
声 - 武内駿輔
ブルーウィングコーポレーションの元CEO。血液型はA型。現在会社の運営を部下に任せて一人で旅に出た。様々な世界を渡り歩いた末に辿り着いたムシャワールドで信長に出会い、部下になるよう誘われるが力のみを追い求める彼のやり方を受け入れられず要求を拒む。一度はキングダムワールドへの帰還を決意するが、港で司馬懿の目撃した事で彼の暗躍と野望を阻止しようと奔走するが、闇の力を手にした信長に太刀打ちできず佐助を連れて撤退を試みるが深傷を負わされる。その後、信長の技により吹き飛ばされ佐助と共に川に落ちて、とある集落の村民に助けられ3日間昏睡状態に陥っていた。目覚めた後、過去の自分の過ちを償うべく司馬懿を討ち佐助と共に信長を救うことを誓う。
夏侯惇トールギスIII（トールギスIII）
声 - 内野孝聡
曹操の従兄で、夏侯淵の兄。劉備からの報告を受け協力体制をとることになった。
夏侯淵トールギス（トールギス）
声 - 木内太郎
夏侯惇の弟。劉備からの報告に慌てるが協力の体制をとる。
張遼サザビー（サザビー）
声 - 中村源太
曹操が旅に出た後、ブルーウィングコーポレーションのCEO代理となっていた。劉備達に借りを返す為に協力を約束し、直接動く事ができない為、ハロ緊急対策本部を立ち上げて情報収集に力を入れるようになった。
孫堅ガンダムアストレイ（ガンダムアストレイ ゴールドフレーム天ミナ）
声 - 山口太郎
装備 - 立神（たてがみ）、骸ノ神器（むくろのじんぎ）
必殺技 - 號虎怒流撃（ごうこどりゅうげき）、號虎怒流斬（ごうこどりゅうざん）、號虎襲牙斬（ごうこしゅうがざん）
レッドタイガーの代表。血液型はB型。劉備からの報告に協力の体制をことになり。ハロの一つがパイレーツワールドにある事を知らされ、古くからの友人であるベンジャミンV2ガンダムなら情報を持っている可能性がある事から、彼の元へと旅立ち、ベンジャミン達との共闘を経てハロを手に入れた。
孫権ガンダムアストレイ（ガンダムアストレイ レッドフレーム）
声 - 天﨑滉平
装備 - 一虎紋（いっこもん）、緋鉄（ひてつ）、燈火（ともしび）
必殺技 - 號虎三爪大全開（ごうこさんそうだいぜんかい）、號虎猛然火（ごうこもうぜんか）
孫堅の次男。血液型はB型。幼い頃に修行としてパイレーツワールドに送り込まれたが、アプサラスに喰われかけた事がトラウマになっている。その為、当初はパイレーツワールドに行くことを頑なに拒んでいた。性格は前作同様に引っ込み思案なままだったが、アルマレカル宮殿における探索と戦いを経て勇敢さを身につけていった。
周瑜アカツキ（アカツキ）
声 - 野島裕史
装備 - 百来（ひゃくらい）、不知火（しらぬい）
レッドタイガーの参謀。劉備からの報告を受けて、信憑性は低いと言いながらも先の戦いで温を受けていたことから協力の体制を敷く。ハロの一つがレジーナワールドにある事から、かつてレッドタイガーと取引したことのあるレジーナワールドの王であるシーザーレジェンドガンダムなら持っている可能性があることを教えた。
呂布シナンジュ（シナンジュ）
声 - 間宮康弘
本作では既に故人であるが、ダークマスクに取り込まれたクレオパトラキュベレイの力によって復活する。
貂蝉クシャトリヤ（クシャトリヤ）
声 - 清水理沙
呂布シナンジュ同様、本作では既に故人であるが、ダークマスクに取り込まれたクレオパトラキュベレイの力によって復活する。

### ネオワールド
近代的なワールド。悟空が最初に降り立った場所でもある。
サージェントヴェルデバスターガンダム（ヴェルデバスター）
声 - マックスウェル・パワーズ
装備 - EXT-マグナムLB（サージェントヴェルデバスターガンダム専用の拳銃。手元のスイッチの切り替えにより、レーザーや散弾など弾種の切り替えが可能）、ジャスティスロック
必殺技 - ジャスティスレールガン
キャプテンシティの警察特殊部隊の隊長。血液型はA型。冷静で厳格な性格をしている。飛来した悟空と交戦して自身の技で撃退するも、飛び去った悟空を見てまだ生きている事と世界の脅威になる事を居合わせた趙雲に伝えた。ハロの手掛かりを求めて再び訪れた趙雲に一騒動ありながらも、アルセーヌなら知っている可能性がある事を伝える。隊長専用の装備が用意されており、武装犯罪者に対してはそれらの使用が認められている。
最終的にはアルセーヌのアジトまで突き止め彼を逮捕するに至るが、直前に行ったアルセーヌの行動と、アルセーヌが盗んでいたお宝が曰く付きのものであるべき場所へ返却されたこと、ネオワールドのハロの特性である「正しき心」とアルセーヌが認められたことにより彼の指名手配が解除されたことにより自身の過ちを認めアルセーヌに謝罪し、未曾有の世界の危機に協力することを劉備達に約束した。
サージェントヴェルデバスターガンダム フルパッケージ
サージェントヴェルデバスターの最強装備。肩から伸びるアームにはそれぞれ機関銃を大型クロー、そして両肩には二門からなる大型レールガンを備え付けている。火力があまりにも強すぎる為、完全装備で出動するには署長の許可が必要である。
ヴェルデバスター隊員
声 - 中村源太
警察特殊部隊の隊員。サージェントの元、日々街の平和を守っている。シティ警察では対応が困難な事件が発生した際は、彼ら特殊部隊が出動する。基本の装いは共通だが、機動部隊、空中部隊と所属が分かれており、事件や現場に応じて異なる装備を使用する。
ヴェルデバスター隊員 空中部隊装備
ヴェルデバスター隊員の空中部隊。両肩に二対のローターがついた専用ユニットを装着しており、これによって空中移動を可能としている。空からのパトロールや逃亡犯の追跡・包囲など、多方面で活躍する。
ヴェルデバスター隊員 地上部隊装備
ヴェルデバスター隊員の地上部隊。専用の脚部ユニットを装着しており、高速車両と遜色のないスピード、バイク以上の小回りを両立する。普段はパトカーで勤務をしているが、緊急時にはこの装備で出動し、空中部隊との連携で地上から犯人を追い詰める。
コマンド署長（コマンドガンダム）
声 - 松田健一郎
アルセーヌガンダムX（ガンダムX）
声 - 楠大典
装備 - Gコントローラー、各種アタッチメント、リフレクター
キャプテンシティを騒がす神出鬼没の大怪盗で指名手配をされているが、本人はトレジャーハンターを名乗っている。血液型はA型。キザな性格で集めた宝をコレクションし紅茶を飲みながら眺めるのが楽しみである。趙雲が弟子入りしてきており彼からは師匠と呼ばれ慕われている。
アルセーヌが博物館で盗んでいたのは、様々な場所で盗まれたり不法に売られていたりしていた物たちであり、集めていたのは満月の夜に巨人サイコガンダムMk-2の力で、それらを元の場所へ返す為であった。それによりネオワールドのハロの特性である「正しき心」と認められ、指名手配が解除されることになった。他の戦士と同様に異変を察してレジーナワールドに駆けつけて、劉備達に協力した。

### パイレーツワールド
海賊達のワールド。手にした者は全ての海を支配する大海賊になると言われる宝が眠る悪魔の大海溝が存在する。孫堅が来る前から、謎の仮面（ダークマスク）を着けて凶暴化した海賊が暴れ回るようになった。
ベンジャミンV2ガンダム（V2ガンダム）
声 - 楠見尚己
装備 - ヘアテイル、キリフィッシュ、ホエールアングラー（仮面装着によって左手に出現する大型のフック。格闘戦が得意なベンジャミンの必殺の武器）
必殺技 - ジャイアントアンカー（左手のフックを使ったベンジャミン最大最強の攻撃。その一撃は地面を深く穿ち、直撃すればひとたまりもない）
パイレーツワールドで名を馳せる海賊団の船長。血液型はO型。レッドタイガーの孫堅とは友人同士の間柄で、彼に負けず劣らず豪快な性格をしており、「ドゥーハッハッハー！」と独特な笑い声を上げる。孫堅の話から世界に危機が迫っている事を知り、悪魔の大海溝に眠るハロの探索を経て、彼らと行動を共にするようになる。ハロを手に入れた後は孫堅達と劉備一行との合流する為レジーナワールドを目指して航行していたが、その途中で信長の襲撃を受けハロを奪われ自身の船も破壊されてしまうが、和解したアプサラスに乗ってレジーナワールドに駆けつけて、劉備達と共闘した。
エドワードセカンドV（セカンドV）
声 - 勝杏里
装備 - バディナージ（柄に銃を備えた大型の曲刀）、メガ・ライアー（仮面装着によって出現する大砲）
必殺技 - ブラストフィーバー（エドワードが定めた照準を中心に、標的を一掃する超高出力射撃）
海賊団の副船長だが、船長のベンジャミンとは相棒同士のような間柄。血液型はB型。語尾に「じゃねぇの」と付ける。一見軽いノリをした性格に見えるが、意表を突いた戦法で危機を乗り切るなど切れ者としての一面も持っている。
アン・ボニータ
声 - 渡辺明乃
アルマレカル宮殿に眠る怨霊。生前は目的の為なら手段を選ばなかった事から切り裂きのアンと呼ばれた伝説の女海賊だった。宝物殿に辿り着いた孫堅に対しハロと引き換えに仲間を殺すように要求するが、それを拒絶した孫堅の必殺技で吹き飛ばされ、生前の仲間と楽しく過ごした日々と欲深さからハロに飲み込まれた事を思い起こしながら消滅した。
モンスターアプサラス
パイレーツワールドの海に巣食う大蛸型の怪物。強力な触手に加えて戦艦の魚雷や孫権達の技を受けても平気な程の頑丈な装甲を持っている。大海溝やアルマレカル宮殿でも孫堅達に襲いかかってくるが、全ては自身の子供達を守る為であり、その事実が明らかになった事で孫権に見逃される。最後は宮殿の崩壊に巻き込まれそうになった孫権達を助け出して和解を果たし船を失ったベンジャミン達の足代わりとなって、彼らをレジーナワールドまで運んだ。
モンスターヴァル・ヴァロ
大海溝の洞窟に巣食う蟹型のモンスター。小型と大型の個体が存在し、それぞれ強力なハサミを武器に攻撃してくる。小型は大群を率いて数を武器に襲いかかってくるがベンジャミン、エドワード、孫堅の必殺技を受けて吹き飛ばされる。大型はハサミに加えて酸性の泡を吐いて攻撃するが、最後は孫権の必殺技で倒され蟹鍋にされてしまった。

### ムシャワールド
日本の戦国時代をモチーフとしたワールド。かつての信玄頑駄無や謙信頑駄無のように実在したとされる戦国武将たちがモデルになっている。
信長ガンダムエピオン（ガンダムエピオン）
声 - 竹内良太
装備 - へし切り長谷部（ムシャワールド屈指の刀匠により打たれた名刀）
必殺技 - 絶刀・燬灼龍穿（ぜっとう ひしゃくりゅうせん）（へし切り長谷部を依り代に、信長の全てを欲する心が具現化した姿。超高範囲であらゆるものを薙ぎ払い、切り伏せ、焼き尽くす）
ムシャワールドだけでなく他のワールドの統一を目論む傑物。血液型はA型。武力こそが全てと考える苛烈な性格で、逃げ出す敵兵や降伏を申し出た敵将を切り捨てるなど容赦がない。流れ着いた曹操に強い関心を寄せている。天下統一を目前に光秀の裏切りに遭って窮地に陥り一度は死を覚悟するが、司馬懿から渡されたダークマスクに手を出して闇の力を手に入れた。
信長ガンダムエピオン　ダークマスクVer.
己の野望を遂げるために武士の誇りを捨て、ダークマスクによって更なる力を手にした信長。その身は邪悪な力によって変貌しており、禍々しさを体現している。
アニメでは司馬懿から渡されたダークマスクに手を出して闇の力を手に入れた姿。光秀を討ち取るだけでなく、自身を止めようとした曹操も撃ち破る。司馬懿からハロの事を教えられると世界に目を向け、レジーナワールドへの侵攻を開始し、その後、再び対峙した曹操との激闘の末に敗れマスクの呪縛から解放された。
佐助デルタガンダム（デルタガンダム）
声 - 三浦勝之
装備 - 六文字手裏剣 貉（ろくもんじしゅりけん むじな）（後頭部に装着している巨大な手裏剣）、稲荷（いなり）（優秀な忍である佐助に与えられた銘のある忍刀）
必殺技 - 狐影閃（こえいせん）（潜狐形態での必殺技。影も残さない一瞬の閃きが敵を斬り裂く）
変形形態 - 潜狐形態（せんこけいたい）
信長に仕える忍者。血液型はAB型。常識人で忠義深く、密偵活動に長けている。忍びの術が達者で、変装や狐への変化を得意とする。
曹操の力を借りて闇に染まった信長を止めようとするが、主君と同様ダークマスクを装着した才蔵の妨害を受けて負傷する。傷が癒えた後は曹操と共に信長を救う決意を固めて彼に尽力するようになった。
才蔵ガンダムデルタカイ（ガンダムデルタカイ）
声 - 山本祥太
信長に仕える忍者。血液型はB型。かつては佐助と共に腕を磨いていたが、全てにおいて自身を上回る佐助に対する嫉妬からダークマスクを装着して強力な力を手にする。
光秀
声 - 中谷一博
信長の家臣。優柔不断な性格と評されている。迷いを抱えながら西国へ進軍していたところに遭遇した司馬懿につけ込まれてダークマスクを装着して謀反を起こすが、実際には信長が闇の力に手を出すために利用されていたに過ぎず、最後はダークマスクを装着した信長に討ち取られる。
マゴハチ
声 - 島田敏
炎獄島に住む伝説の刀鍛冶。島が信長の侵攻を受けた際は地下の隠し部屋に潜んでいた為、難を逃れた。首から下はカラクリの身体となっており、テンションの高い性格で訪れた曹操達を困惑させた。自身が与えた幻術の試練を乗り越えたことに加えて島を壊滅させた信長が許せなかったことから、曹操に強力な刀を作ることを約束した。

### レジーナワールド
古代エジプトをモチーフとしたワールド。世界を救う鍵とされるピラミッドが存在する。
シーザーレジェンドガンダム（レジェンドガンダム）
声 - 木島隆一
必殺技 - fiamma feroce d‘amore（フィアンマフェローチェダアモーレ）
レジーナワールドの王。血液型はB型。過去にレッドタイガーと取り引きをした接点がある。文武どちらにも長けており、各ワールドにもその名を轟かせている。情に深く、親愛な女性であるクレオパトラを守るため、一度は司馬懿に屈したが、クレオパトラの必死の訴えを聞いたことで、迷いを捨てて司馬懿に立ち向かうことを誓った。
クレオパトラキュベレイ（キュベレイ）
声 - 鎌倉有那
レジーナワールドの巫女。血液型はA型。絶世の美女と誉れ高く、聡明さも兼ね備えている。国の祭事を取り仕切っており、世界の異変にいち早く気付いた一人である。生まれつき体が弱く、そこをある存在に目を付けられてしまう。以前から邪悪な存在に飲み込まれる悪魔に悩まされていた。
クレオパトラキュベレイ　ダークマスクVer.
復活の儀を終えた直後に窮奇ストライクフリーダムガンダムの闇の力に完全に取り込まれた姿。

### ナイトワールド
中世ヨーロッパをモチーフとした騎士達のワールド。
アーサーガンダムMk-III（ガンダムMk-III）
声 - 速水奨
キャメロット城の城主でナイトワールドの国王。血液型はO型。聖剣エクスカリバーを抜いた勇者で、人格者として慕われ英雄視されている。その性格は騎士らしく実直で思慮深い。その為、臣下や国民からの人望も厚い。代々ハロを継承しており、同じくハロを所持する劉備に興味を持ち、決闘をすることとなる。その決闘の最中にアーサーは彼に力と正義の在り方を説く。激闘の末に劉備の器量と決意を認めてハロを譲渡した。その後、世界の危機を察してレジーナワールドへ急行し、劉備達に協力した。
ロビンフッドガンダムAGE-2（ガンダムAGE-2）
声 - 山口智広
アーサーの側近。血液型はAB型。弓の名手で元は義賊だったが、アーサーの人柄である腕と精神性に惹かれて以来、強引に側近として仕えるようになる。まだ若く落ち着きが無いので、城のトラブルメーカーをなっているが、弓の名手として成功を立てている一面もある。
アニメでは誤解から劉備達を敵だと思い込んで攻撃を仕掛けて森に棲む怪物を操り追い詰めるが、悟空の中から現れた猪八戒の力に怪物を倒され敵わないと悟ると撤退してしまう。サポートパーツを合体させた鳥型メカイーグルを使った密偵活動を得意としている。
マーリンガンダム
声 - 志賀克也
アーサーの側近で秘書。知識人で、普段は落ち着いているが心配性で、ちょっとした事で慌てふためく臆病な性格をしておりそれがきっかけで周囲から呆れられている。知識が非常に豊富で、アーサーから相談や助言を求められる事もある。
アニメではナイトワールドを訪れた劉備達の情報を調べている最中、司馬懿に襲われ消息不明となるが、のちに第21話において生存が確認される。彼の「私が眠っている間、我が国のハロを渡してしまうとは」という発言から、彼が眠らされていただけと判明する。

### その他
三蔵ストライクフリーダムガンダム（ストライクフリーダムガンダム）
声 - 鳥海浩輔
劉備たちのいる世界とは別の世界の王。血液型はAB型。ラクヨウの転移門を通じて彼らが住む世界に危機が迫っていること、それを阻止する為に世界に散らばる残り4体のハロを集めてピラミッドを起動させるように伝える。
窮奇の野望の成就が目前に迫り、悟空が完全に窮奇の傀儡と化したため、最悪の事態である悟空の抹殺と窮奇の野望の阻止のために自身が動き劉備たちと共闘する。戦いを終えた後は、王としての役目を果たす為に故郷へと帰還した。
司馬懿デスティニーガンダム（デスティニーガンダム）
声 - 山内健嗣
必殺技 - 殲獄波動（せんごくはどう）
前作『SDガンダムワールド 三国創傑伝』で起こった戦乱の黒幕。血液型は不明。終結後は世界各地にダークマスクをばら撒きながら暗躍していた。ムシャワールドでは利休に変装して信長の家臣光秀を唆して謀反を煽動し、最終的に彼の主君である信長にダークマスクを与えるとハロの情報を教えて彼をレジーナワールドに侵攻するように差し向けた。ナイトワールドではマーリンを不意を突いて襲撃し、彼に成り代わった。
過去に窮奇の命令で猪八戒と沙悟浄を抹殺し、悟空に二人の意識を移植させた事が発覚した。最後の戦いでは諸葛亮と技の応酬の末に敗れ、彼が自身を認めていたことを知ると満足するように消滅した。
窮奇ストライクフリーダムガンダム（ストライクフリーダムガンダム）
声 - 三木眞一郎
本作で起こった戦乱の黒幕で、三蔵と司馬懿とは同じ星の出身。幼稚さと狂気を含んだ口調で相手を馬鹿にするように話す。三蔵が故郷の星の王になった事を妬み、三蔵を抹殺するために司馬懿と組んで悟空を自身の完全な傀儡に変え、各ワールドのハロの感情を逆転させて人工惑星「漆黒の星」を起動させて劉備達の星に落とし、世界を滅ぼそうと目論む。悟空が自我を取り戻し、ハロを奪回されてもなお自力で漆黒の星をぶつけようとするが、斉天大聖として覚醒した悟空に破れ爆散する。

## 用語
ダークマスク
装着することで心の闇が増幅され強力な力が与えられる仮面。諸葛亮の分析でトリニティによって作成されていると判明した。顔に近づけるだけでも触手によって強制的に装着されてしまう罠のような仕掛けがある。司馬懿は世界各地にマスクをばら撒き装着した者達による騒動を引き起こしていた。
ハロ
ワールド各地に存在するとされる五つの至宝。レジーナワールドのピラミッドにそれらを集めることで世界を救うことができると三蔵によって示されているキーアイテム。それぞれ、トラスト（信頼）、ジャスティス（正義）、ラブ（愛）、カレッジ（勇気）、フレンドシップ（友情）をつかさどると画面に表示されており、その時点で信頼のハロが点滅していたことから、劉備の持つハロは信頼をつかさどるハロである。ハロに直接つないだことにより判明した地図により残りの4つはレジーナワールド、ナイトワールド、ネオワールド、パイレーツワールドに存在することが判明している。
これらのハロには本来司る感情の他に反対となる負の感情（「無謀」「傲慢」「逃避」「脆弱さ」「まやかし」）を内包しており、窮奇ストライクフリーダムガンダムはこれらのハロの感情を負に逆転させて自身の野望の成就を目論んでいる。
キングダムワールドのハロ
「勇気」をつかさどるハロで劉備の相棒。色は緑で特性は「あふれる勇気」。劉備の危機と呼びかけに反応し、強大な力を与える。
パイレーツワールドのハロ
「友情」をつかさどるハロ。色はオレンジで特性は「仲間を想う優しさ」。欲深い者が手にしようとすると黒く染まり相手を闇に飲み込んでしまう。
ネオワールドのハロ
「正義」をつかさどるハロ。色は水色で特性は「正しき心」。最初はバラバラの状態だったが、アルセーヌの正義に反応し元の状態に戻った。
ナイトワールドのハロ
「信頼」をつかさどるハロ。色は白。王の証とも言われナイトワールドの宝として扱われている。
レジーナワールドのハロ
「愛」をつかさどるハロ。色は赤。
ウォーリアワールド
コロッセオを中心とした古代ヨーロッパをモチーフとしたワールドの1つ。
炎獄島(えんごくとう)
ムシャワールドの海に浮かぶ火山島で良質な鉄鉱石が採取できることから多くの刀鍛冶や商人が住んでいた。曹操は最強の武器を求めて訪れようとするが、先回りした信長軍の侵攻を受けて壊滅してしまう。

## テレビアニメ
2021年4月から9月までBS11ほかにて放送された。ストーリーは『SDガンダムワールド 三国創傑伝』から続いたものとなっている。

### スタッフ
- 企画 - サンライズ[3]
- 原作 - 矢立肇、富野由悠季[3]
- 監督 - 池添隆博[1][2]
- シリーズ構成 - 待田堂子[1][2]
- SDデザイン - 宮内利尚[1][2]
- デザインワークス - 宮本崇、今石進、阿部慎吾、牟田口裕基、寺島慎也[3]
- CG監督 - 佐々木涼[1][2]
- 美術監督 - 亀山颯太、金子雄司[3]
- 色彩設計 - 安部なぎさ[3]
- 編集 - 坂本久美子[3]
- 音響監督 - 藤野貞義[1][2]
- 音響効果 - 鷲尾健太郎[3]
- 音楽 - 大隅知宇[3]
- 音楽プロデューサー - 山田智子、舩橋宗寛
- 企画協力 - BANDAI SPIRITS ホビー事業部[3]
- 制作協力 - ADKマーケティング・ソリューションズ[3]
- プロデューサー - 井上喜一郎
- エグゼクティブプロデューサー - 小形直弘、田村烈
- 製作 - サンライズ、創通

### 主題歌
前作と同様にオープニングテーマにはクレジットの下に英語が表記されているが、エンディングテーマには表記されていない。
1stクール オープニングテーマ「誰が為に愛は鳴る」（第1話から第12話）
アーティスト：TrySail、作詞：上坂梨紗、作曲・編曲：川崎智哉
1stクール エンディングテーマ「今日まで生きたあなたへ」（第1話から第12話）
アーティスト・作詞・作曲：スカイピース、作曲・編曲：宮川拓
2ndクール オープニングテーマ「ボダレス」（第13話から）
アーティスト・編曲：THIS IS JAPAN、作詞・作曲：かわむら、作曲：杉森ジャック
2ndクール エンディングテーマ「コガネゾラ」（第13話から）
アーティスト：ハコニワリリィ、作詞・作曲：MARUMOCHI BOYS、作曲：HoneyWorks

### 各話リスト
第13話から第15話は前作『SDガンダムワールド 三国創傑伝』の総集編になっている。
| 話数   | サブタイトル         | 脚本              | 絵コンテ            | 演出                | 初放送日      |
| ------ | -------------------- | ----------------- | ------------------- | ------------------- | ------------- |
| 第1話  | 落ちてきた運命       | 待田堂子          | 池添隆博            | 池添隆博            | 2021年 4月8日 |
| 第2話  | 正義を呼ぶ声         | 山中拓也          | 久米和貴子          | 久米和貴子          | 4月15日       |
| 第3話  | もうひとりの悟空     | 竹内利光          | 池添隆博 久米和貴子 | 安藤良              | 4月22日       |
| 第4話  | 大海原を越えて       | 待田堂子          | 阿部慎吾            | 阿部慎吾            | 4月29日       |
| 第5話  | 怨念の海底宮殿       | 永井真吾          | 佐々木涼            | 佐々木涼            | 5月6日        |
| 第6話  | 魔王再臨             | 山中拓也          | 大畑晃一            | 内山まな            | 5月13日       |
| 第7話  | 裏切りの桔梗         | 竹内利光          | 阿部慎吾            | 阿部慎吾            | 5月20日       |
| 第8話  | 第三の悟空           | 待田堂子          | 久米和貴子          | 久米和貴子          | 5月27日       |
| 第9話  | 敵か?味方か?怪盗X    | 永井真吾          | 大畑晃一            | 佐々木涼            | 6月3日        |
| 第10話 | 忍び込め！夜の博物館 | 山中拓也          | 大畑晃一            | 内山まな            | 6月10日       |
| 第11話 | 月はそこにある       | 竹内利光          | 阿部慎吾            | 馬引圭              | 6月17日       |
| 第12話 | 悟空の使命           | 待田堂子          | 志賀翔子            | 久米和貴子          | 6月24日       |
| 第13話 | 若き龍との出会い     | 待田堂子 山中拓也 | 池添隆博 久米和貴子 | 池添隆博 久米和貴子 | 7月1日        |
| 第14話 | 紫黒の謀略           | 待田堂子 山中拓也 | 池添隆博 久米和貴子 | 池添隆博 久米和貴子 | 7月8日        |
| 第15話 | 歪められた正義       | 待田堂子 山中拓也 | 池添隆博 久米和貴子 | 池添隆博 久米和貴子 | 7月15日       |
| 第16話 | 悔恨の日々           | 待田堂子          | 久米和貴子          | 久米和貴子          | 7月22日       |
| 第17話 | 騎士の矜持           | 永井真吾          | 大畑晃一            | 佐々木涼            | 7月29日       |
| 第18話 | 誇り高き刀鍛冶       | 山中拓也          | 大畑晃一            | 藤井康晶            | 8月5日        |
| 第19話 | 悟空の記憶           | 竹内利光          | 阿部慎吾            | 阿部慎吾            | 8月12日       |
| 第20話 | 魔王、再び           | 山中拓也          | 久米和貴子          | 久米和貴子          | 8月19日       |
| 第21話 | 愛のカタチ           | 山中拓也          | 大畑晃一            | 藤井康晶            | 8月26日       |
| 第22話 | 窮奇、襲来           | 竹内利光          | 池添隆博            | 久米和貴子          | 9月2日        |
| 第23話 | 悟空の正体           | 待田堂子          | 阿部慎吾            | 阿部慎吾            | 9月9日        |
| 第24話 | 選んだ未来           | 待田堂子          | 池添隆博 佐々木涼   | 池添隆博 佐々木涼   | 9月16日       |

### 放送局
| 放送期間        | 放送時間           | 放送局             | 対象地域 | 備考                   |
| --------------- | ------------------ | ------------------ | -------- | ---------------------- |
| 2021年4月10日 - | 土曜 19:00 - 19:30 | BS11               | 日本全域 | BS放送 / 『アニメ+』枠 |
| 2021年4月13日 - | 火曜 22:29 - 23:00 | TOKYO MX           | 東京都   | 『アニメの神様』枠     |
| 2021年7月24日 - | 土曜 6:30 - 7:00   | キッズステーション | 日本全域 | CS放送                 |

| 配信開始日    | 配信時間                   | 配信サイト                                                           |
| ------------- | -------------------------- | -------------------------------------------------------------------- |
| 2021年4月8日  | 木曜 19:00 更新            | YouTube（ガンダムチャンネル）                                        |
| 2021年4月29日 | 木曜 20:00 更新            | バンダイチャンネル dアニメストア U-NEXT アニメ放題                   |
| 2021年5月1日  | 土曜 0:00（金曜深夜） 更新 | TELASA J:COMオンデマンド メガパック milplus auスマートパスプレミアム |

BS11・TOKYO MX・YouTubeでは、本放送前に『SDガンダムワールド ヒーローズ放送直前スペシャル』が放送・配信された。

## 公式外伝
いずれも本作の終了後に起こった出来事である。
SDガンダムワールド ヒーローズ THE LEGEND OF DRAGON KNIGHT

SDガンダムワールド ヒーローズ 輝羅鋼物語